# Cox's Bazar flygplats
Cox's Bazar flygplats är en flygplats i Bangladesh. Den ligger i den sydöstra delen av landet, 300 km sydost om huvudstaden Dhaka. Cox's Bazar flygplats ligger 4 meter över havet.
Terrängen runt Cox's Bazar flygplats är platt. Havet är nära Cox's Bazar flygplats västerut. Runt Cox's Bazar flygplats är det mycket tätbefolkat, med 1 411 invånare per kvadratkilometer.. Närmaste större samhälle är Cox's Bāzār, 0,43 km öster om Cox's Bazar flygplats.
Trakten runt Cox's Bazar flygplats består till största delen av jordbruksmark. Tropiskt monsunklimat råder i trakten. 